# Ale (Einheit)
Ale war ein Längenmaß in Skandinavien und entsprach der Elle. Verschiedene Schreibweisen, wie  Alen oder Aln gab es für das Maß. Die Island-Ale war etwas kleiner als die dänische.
- Island 1 Ale = 252,964 Pariser Linien = 570,643 Millimeter
  - Dänemark 1 Alen = 278,5 Pariser Linien = 628,25 Millimeter
- Schweden 1 Ale/Aln = 2 Fot = 4 Quarter = 263,23 Pariser Linien = 583,802 Millimeter